# روی ماه (فیلم ۲۰۲۰)
روی ماه (انگلیسی: Over the Moon) یک فیلم پویانمایی موزیکال ماجراجویی و کمدی-درام ۲۰۲۰ به کارگردانی گلن کین از فیلمنامه ای توسط آدری ولز است. این فیلم برای اولین بار در ۱۷ اکتبر ۲۰۲۰ در جشنواره فیلم مونتکلر به نمایش درآمد و پس از آن نتفلیکس و سینماهای انتخابی در ۲۳ اکتبر اکران شد. فیلم با انتقادات مثبتی از طرف منتقدان از انیمیشن روبرو شد، گرچه داستان به دلیل مشتق بودن مورد انتقاد قرار گرفت.